# Johanna Drucker
Johanna Drucker (nascuda el 30 de maig del 1952) és una autora estatunidenca de llibres d'artista, teòrica visual, i crítica cultural. Els seus erudits escrits documenten i critiquen el llenguatge visual: formes de lletra, tipografia, poesia visual, art, i darrerament, estètica d'art digital. Actualment és Catedràtica del Martin i Bernard Breslauer al Departament d'Estudis d'Informació a l'Escola de Graduats en Educació i Estudis d'Informació a UCLA.

## Biografia
Johanna Ruth Drucker va néixer el 1952 a Filadèlfia, Pennsilvània en una família jueva, filla de Barbara (Witmer, nom de soltera) i Boris Drucker (1920–2009). El pare fou un dibuixant els treballs del qual es van publicar en publicacions diverses com The Saturday Evening Post i The New Yorker.
Drucker Va guanyar el seu B.F.A. De la California College of Arts and Crafts l'any 1973 i el seu Ph.D. a la Universitat de Califòrnia, Berkeley l'any 1986. Anteriorment va ser Catedràtica Robertson d'Estudis de Mitjans de Comunicació a la Universitat de Virginia, i ha estat en les facultats d'Universitats de Purchase College, SUNY, Universitat de Yalet, Universitat de Colúmbia, i la Universitat de Texas, Dallas. També ha estat el Digital Humanities Fellow al Stanford Humanities Center, UC Santa BarbaraFellow, i Mellon Faculty Fellow de Belles Arts a la Universitat Harvard. És membre de l'Acadèmia Americana d'Arts i Ciències.
Drucker és internacionalment reconeguda com a referent del llibre artístic en una varietat de temes, especialment en "l'exploració de les convencions de la prosa narrativa i els dispositius pels quals ordena, seqüència i manipula esdeveniments segons llur lògica", així com "l'ús de tipografia experimental per expandir les possibilitats de la prosa més enllà del format tradicional de presentació ."
La seva feina ha estat exhibida a universitats, biblioteques, galeries i museus arreu del món, com ara el Museu d'Arts i Disseny (MAD) de Manhattan, New York City, Cooper-Hewitt Museu, Museu Nacional de Dones en els Arts, Nova York Biblioteca Pública, Scripps Universitat, Walter Phillips Galeria, Universitat de Virginia, Smith Universitat, Yale Universitat, Rutgers Universitat, Universitat de Califòrnia, San Diego, Universitat de Califòrnia, Santa Cruz, Purdue Universitat, Universitat d'Arizona, Universitat de Wisconsin, Houston Biblioteca Pública, Centre de San Francisco pel Llibre, SUNY, Victoria i Museu d'Albert, Universitat de Pennsilvània, Universitat Marró, Universitat de Colúmbia, Universitat de Pomona, Universitat Harvard, Rochester Institut de Tecnologia, Institut d'Art de Chicago, Universitat de Califòrnia d'Arts i Habilitats, Universitat dels Arts (Filadèlfia), Istvan Kiraly Museu dins Budapest, Barnard Universitat, i Parsons Escola de Disseny.
Una retrospectiva de les obres de Drucker titulada Druckworks: 40 Anys de Llibres i Projectes per Johanna Drucker ha estat exhibida arreu dels Estats Units.

## Recerca
La recerca de Drucker se centra en la historiografia de l'alfabet, en la interpretació de modelat per erudició electrònica, en estètica digital, en la història del disseny visual d'informació, en la història de la cultura del llibre imprès, història de la informació, i estudis crítics en representació de coneixement visual. La seva monografia, El Segle del llibre de l'artista (1995), era la primera longitud de monografia publicació en el tema dels llibres de l'artista. Més recentment, la seva beca ha enfocat damunt visualització d'informació, "el qual dibuixa fortament en models de les ciències empíriques, on les aproximacions van basar damunt la representació i la transparència prevalen." Per contrast a aquesta aproximació, Drucker accentua el retòric i performative naturalesa de visualització, amb èmfasi damunt interpretació. Ella contends que les eines digitals haurien de soler "disseny formes gràfiques que inscriuen subjectivitat i judici afectiu."

### Llibres

#### 1990s
En el seu primer llibre, "Theorizing Modernism: Visual Art and the Critical Tradition" Teoritzant el modernisme: l'art visual i la tradició crítica (1994), Drucker mapeja discursos d'arts visuals a través d'un examen rigorós de la retòrica de la crítica textual i la pràctica de l'art dels segles XIX i XX. En el procés, teoritza sobre la tradició modernista de l'art visual a través d'una retòrica de representació més que no pas d'una mirada formalista o històrica, particularment relacionada amb l'espai, l'ontologia de l'objecte i la producció de subjectivitat. A "The Visible Word: Experimental Typography and Modern Art", En la paraula visible: tipografia experimental i art modern (1994), Drucker sosté que molta crítica d'art del Futurisme, Dada, i el cubisme ha fallat en percebre la materialitat fonamental d'aquests moviments les formes tant visuals com poètiques de representació. Drucker va destacar, per primera vegada, fins a quin punt l’activitat tipogràfica va afavorir els debats sobre la naturalesa i la funció pròpies de les avantguardes. Continuant amb el seu interès per la forma de lletra (letterform), el següent llibre de Drucker que citem, "The Alphabetic Labyrinth: The Letters in History and Imagination" El laberint alfabètic: les cartes en la història i la imaginació (1995) analitza la història de l’alfabet, no només com una col·lecció de signes arbitraris, sinó com l'encarnació visual directa del significat amb relació als moviments intel·lectuals. Per exemple, mostra com diferents tipografies, començades a desenvolupar a finals del segle xviii, ja són part de la Ilustració. Centrant-se en els Llibre d'artista "Century of Artists 'Books" Un segle de llibres d'artista (1995) és la primera anàlisi completa del desenvolupament dels llibres d'artista com a forma d'art del segle xx, que n'explora l'estructura, la forma i la conceptualització. Analitzant artistes com William Morris, Marcel Duchamp i Max Ernst, Drucker considera el llibre com a metàfora, poema i seqüència narrativa o no narrativa, situant-ne els aspectes històrics, teòrics, sociològics i tècnics dins dels moviments d’art d’avantguarda del segle xx."Figuring the Word: Essays on Books, Writing, and Visual Poetics" Entenent la paraula: assaigs sobre llibres, escriptura i poètica visual (1998) és una col·lecció d’assaigs crítics seleccionats de Drucker publicats prèviament en revistes literàries i acadèmiques. El llibre comença amb una discussió sobre el seu treball com a artista de Llibres d'artista i un relat que la va portar a perseguir els seus interessos acadèmics. Proporciona lectures properes d’artistes de llenguatge contemporani i l’ús del llenguatge al ciberespai.

#### 2000s
En col·laboració amb Brad Freeman, Drucker va produir Nova Reperta (2000), una obra inspirada per il·lustracions de l'artista flamenc del segle XVI Johannes Stradanus. Els treballs a Nova Reperta van ser originàriament iniciats per Drucker i Freeman el 1993, que planejaven incloure l’obra a l'exposició "Science and the Artist’s Book" organitzada per les biblioteques de la Smithsonian Institution. Va col·laborar de nou amb Freeman a "Emerging Sentience" (2001), un treball que reflecteix l’interès de Drucker per la literatura d’intel·ligència artificial i el desenvolupament dels mitjans digitals. A "Sweet Dreams: Contemporary Art and Complicity" (2005), Drucker reclama una renovació del vocabulari crític acadèmic a quelcom més adequat a les noves formes i pràctiques de l’art contemporani, especialment en relació amb la cultura material. Considerat a l’avantguarda de la crítica d’art, "Sweet Dreams" detalla l'esclat dels artistes de moviments d’avantguarda modernista, i mostra les maneres en què la crítica d’art pot canviar llurs termes i sensibilitats."Graphic Design History: A Critical Guide" (2008) ressegueix el paper social i cultural de la comunicació visual des de la prehistòria fins a l’actualitat, des dels logotips als pòsters, des de la cosa política fins a la cosa comercial, des de l'escriptura primitiva fins al disseny digital. El llibre detalla les formes en què els dissenyadors han configurat històricament formes i efectes gràfics. Revisitant qüestions evolutives de la metodologia en el creixent camp de les humanitats digitals, "SpecLab: Digital Aesthetics and Speculative Computing" (2009) posa l’accent en el sistema visual sobre el sistema escrit, el generatiu sobre el descriptiu i la subjectivitat estètica sobre l’objectivisme analítica a partir de la fermentació col·lectiva intel·lectual de les humanitats digitals; així es va desenvolupar a la Universitat de Virgínia, una de les universitats d'on es va començar el camp de les humanitats digitals.

#### 2010s
A "Graphesis: Visual Forms of Knowledge Production" (2014), Drucker fusiona humanitats digitals, estudis de mitjans i història del disseny gràfic per proporcionar un llenguatge crític descriptiu per a l’anàlisi del coneixement gràfic i esbossar els principis pels quals els formats visuals organitzen contingut significatiu, particularment la Interfície gràfica d'usuari.

## Obres acadèmiques seleccionades
- - Theorizing Modernism: Visual Art and the Critical Tradition, Columbia University Press, 1994. (ISBN 978-0231080835)
  - The Visible Word: Experimental Typography and Modern Art, The University of Chicago Press, 1994. (ISBN 978-0226165028)
  - The Alphabetic Labyrinth: The Letters in History and Imagination, Thames and Hudson, 1995. (ISBN 978-0500016084)
  - The Century of Artists' Books, Granary Books, 1995. (ISBN 978-1887123693)
  - Figuring the Word: Essays on Books, Writing, and Visual Poetics, Granary Books, 1998. (ISBN 978-1887123235)
  - Sweet Dreams: Contemporary Art and Complicity, University Of Chicago Press, 2005. (ISBN 978-0226165059)
  - Graphic Design History: A Critical Guide, with Emily McVarish, Englewood Cliffs, NJ: Pearson/Prentice Hall, 2008 (ISBN 978-0132410755)
  - SpecLab: Digital Aesthetics and Speculative Computing, University of Chicago Press, 2009. (ISBN 9780226165080)
  - Digital_Humanities, with Anne Burdick, Peter Lunenfeld, Todd Presner, and Jeffrey Schnapp, MIT Press, 2012. (ISBN 978-0262018470)
  - What Is?: Nine Epistemological Essays, Cuneiform Press, 2013. (ISBN 978-0-9860040-2-5)
  - Graphesis: Visual Forms of Knowledge Production, Harvard University Press, 2014. (ISBN 978-0674724938)
  - Visualization and Interpretation: Humanistic Approaches to Display, MIT Press, 2020. (ISBN 978-0262044738)